# Années 0 av. J.-C.
Les années 0 av. J.-C. couvrent les années 9 av. J.-C. à 1 av. J.-C., et ne durent donc que 9 ans.

## Événements

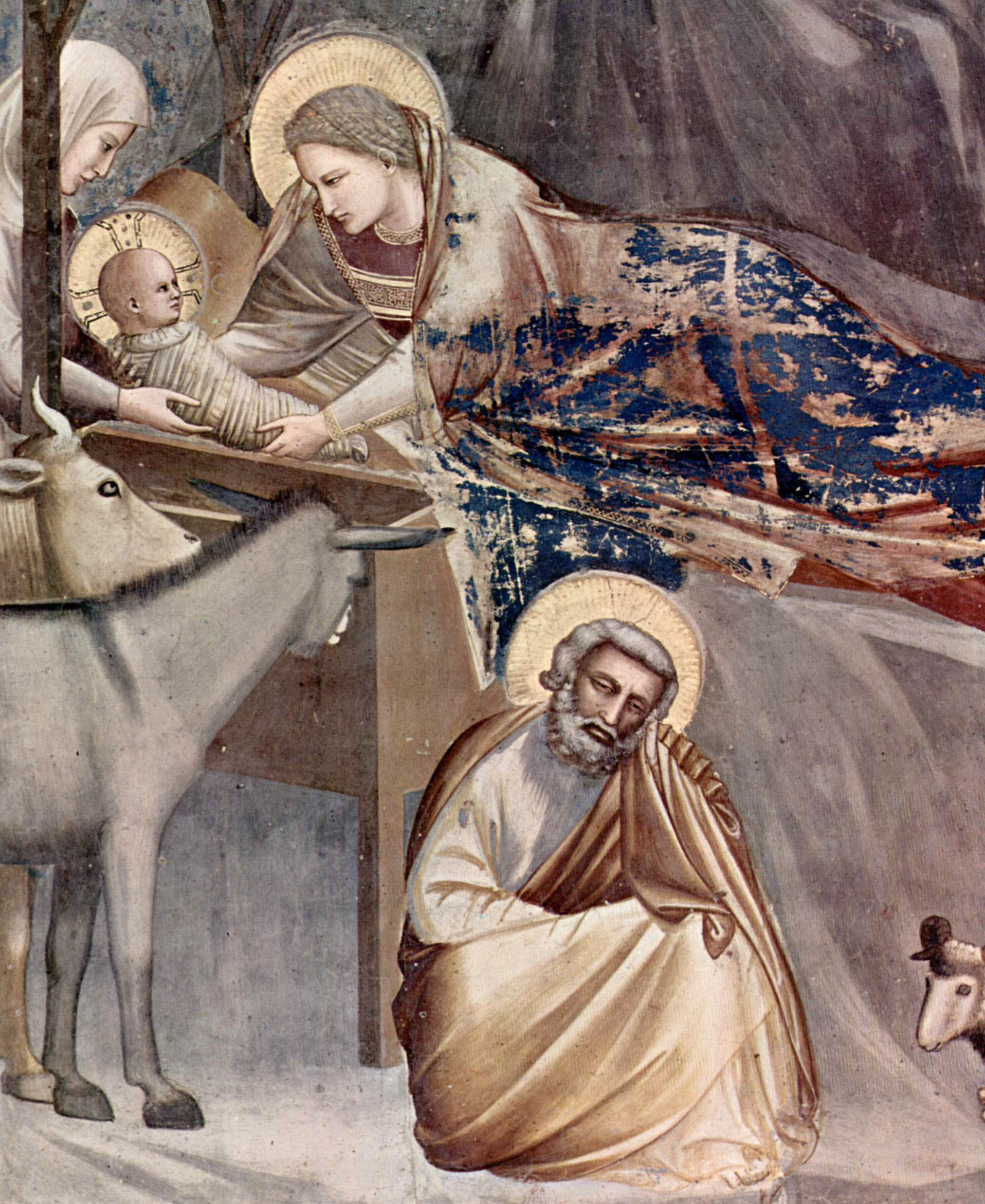
La Nativité selon Giotto.

- Vers 12-2 av. J.-C. : invention du droit italique « ius Italicum ». Il rend possible, en assimilant une partie du sol provincial à l'Italie, la pleine propriété et les formes de vente légitimes qui y sont associées, mancipation et usucapion[1].
- 10-9 av. J.-C. : inauguration de Césarée de Palestine, après douze ans de travaux, par le roi de Judée Hérode le Grand. La ville est dotée du port de Sébastos, le premier grand port artificiel en mer ouverte[2].
- 8-7 av. J.-C. : campagne de Tibère en Germanie[3].
- Entre 7 et 5 av. J.-C. : naissance de Jésus de Nazareth[4], considéré par les chrétiens et les musulmans comme le Messie (Jésus-Christ). 
 Époque supposée du massacre des Innocents et de la fuite en Égypte.
- 5 av. J.-C. : date officielle de la construction du temple d'Ise à Yamada au Japon, siège du shintoïsme[5].
- 4 av. J.-C. : à la mort d’Hérode Ier le Grand, son royaume est divisé en trois tétrarchies entre sa sœur Salomé et ses fils Hérode Archélaos (Judée), Hérode Antipas (Galilée et Pérée) et Hérode Philippe II (Transjordanie). Hérode Antipas épouse Phasaélis, la fille du roi nabatéen Arétas IV qui le menace en Pérée[6].